# Florind Bardulla
Florind Bardulla (født 19. november 1992 i Shkodër, Albanien) er en albansk fodboldspiller, som spiller for albanske KF Vllaznia. Bardulla spiller på den højre side af midtbanen. 